# Brachionycha centrolinea
Brachionycha centrolinea là một loài bướm đêm trong họ Noctuidae.